# Афективни поремећај
Афективни поремећај је ментални поремећај карактерисан присуством патолошког афекта, односно депресивне или маничне епизоде, или њихово смењивање.
Симптоми подразумевају еуфорично, иритирајуће расположење, праћено хиперактивношћу, отежаним говором, а везано је за опадање самопоуздања, и - или безвољношћу, са смањеним интересовањем за живот, поремећајима спавања, забринутошћу и осећањима безвредности и кривице.
Афективни поремећаји се могу поделити на:
- Клиничка депресија
- Манија
- Хипоманија
- Биполарни поремећај
- Дистимија
- Циклотимија